# Nematoplanidae
Famille
Les Nematoplanidae sont une famille de vers plats marins de l'infra-ordre des Unguiphora (ordre des Proseriata).

## Systématique
Le nom valide complet (avec auteur) de ce taxon est Nematoplanidae Meixner, 1938.

### Liste des genres
Selon la base de données World Register of Marine Species (18 décembre 2023), la famille des Nematoplanidae regroupe les genres suivants :
- Ezoplana Tajika, 1982
- Nematoplana Meixner, 1938
- Tabaota Marcus, 1950
- Togarma Marcus, 1949